# Gasteracantha fasciata
Gasteracantha fasciata är en spindelart som beskrevs av Félix Édouard Guérin-Méneville 1838. Gasteracantha fasciata ingår i släktet Gasteracantha och familjen hjulspindlar. Inga underarter finns listade i Catalogue of Life.